# Cornelis Koch (Leichtathlet)
Cornelis „Cees“ Koch (* 16. Juli 1936 in Rotterdam; † 14. September 2021 in Heemstede) war ein niederländischer Leichtathlet.

## Karriere
Cornelis Koch begann im Alter von 16 Jahren mit der Leichtathletik. Schnell stellte er nationale Jugendrekorde im Diskuswurf und Kugelstoßen auf und gewann in diesen Disziplinen die Juniorenmeistertitel. 1955 folgte sein erster von sieben nationalen Meistertitel bei den Senioren im Kugelstoßen. Des Weiteren konnte er in der Folgezeit 10 Meistertitel im Diskuswurf gewinnen. Außerdem stellte er fünfmal einen niederländischen Rekord im Kugelstoßen und neunmal im Diskuswurf auf.
1958 hatte Koch bei den Europameisterschaften seinen ersten internationalen Auftritt. Im Diskuswurfwettkampf wurde er Zehnter. 
Bei den Olympischen Spielen 1960 in Rom belegte Koch im Diskuswurfwettkampf den 22. Platz. Zwei Jahre später sicherte er sich in dieser Disziplin EM-Silber. Bei den Olympischen Spielen 1964 belegte er im Diskuswurfwettkampf den 17. Platz.